# IC 240
IC 240 је група звијезда у сазвјежђу Персеј која се налази на листи објеката дубоког неба у Индекс каталогу.
Деклинација објекта је + 41° 43' 10" а ректасцензија 2h 38m 58,3s.